# Alpenus auriculatus
Alpenus auriculatus là một loài bướm đêm thuộc phân họ Arctiinae, họ Erebidae.